# Навпактская и Святого Власия митрополия
Навпакская и Свято-Власийская митрополия (греч. Ιερά Μητρόπολις Ναυπάκτου και Αγίου Βλασίου) — епархия Элладской православной церкви с местопребыванием в городе Навпакте.
В конце IX века из-за болгарских набегов Никополь пал, и его роль перешла к более южному Навпакту. Это также привело к отделению Навпактского епископства от Коринфской митрополии и возведению его в состав «Старо-Эпирской митрополии», что произошло между 896—900 годами.
После учреждения Охридской архиепископии половина из её десяти епархий попала в состав новой архиепископии, из-за чего возникли спорные епархии. Впоследствии Козил был присоединён к Арте в последней десятой епархии.
В 1318/19 году император Андроник II Палеолог возвел епископство Янины в митрополию, и от этой «старой» вселенской митрополии были отделены четыре северные епархии. Перед этим в митрополии возникла другая проблема, потому что в 1307 году Навпакт был захвачен Филиппом I Тарентский, занимавшим в Навпакте титулярного католического архиепископа.
В 1833 году, в связи с созданием независимого Греческого королевства, эта митрополия была разделена с собором Меселонги, поскольку Арта осталась в составе Османской империи. В 1852 году кафедра епископства на лето была перенесена в Карпенисион.
С 1923 года собор Навпактос восстанавливается как митрополия.
Три наиболее выдающихся держателя Навпактовой кафедры — Иоанн Апокавк, Дамаскин Студит и Парфений II (Патриарх Константинопольский).